# Paratrechina kohli
Paratrechina kohli är en myrart som först beskrevs av Auguste-Henri Forel 1916.  Paratrechina kohli ingår i släktet Paratrechina och familjen myror. Inga underarter finns listade i Catalogue of Life.